# SARAL
Pour les articles homonymes, voir Saral.
SARAL (en hindi : सरल, « simple » mais également Satellite with Argos and Altika) est un satellite d'observation de la Terre franco-indien chargé d'une mission d'altimétrie satellitaire. Il doit mesurer la topographie de surface des océans et mesurer le niveau des mers pour étudier la circulation océanique en prenant le relais du satellite Jason-1. Son instrument AltiKa, un altimètre-radiomètre fonctionnant en bande Ka, constitue une première en altimétrie satellitaire et doit fournir des informations beaucoup plus précises que les instruments qui l'ont précédé. Le satellite est placé avec succès le 25 février 2013 sur une orbite polaire par un lanceur indien PLSV (Polar Satellite Launch Vehicle). L'agence spatiale indienne ISRO fournit la plate-forme et le lanceur tandis que l'agence spatiale française, le CNES, fournit la charge utile.

## Contexte
Depuis le début des années 2000 la communauté scientifique des océanographes à travers des organismes comme l'IGOS, le GODAE et l'OSTST, exprime le besoin de disposer d'information en continu de la topographie des océans avec une résolution élevée. Cette exigence nécessite de disposer d'au moins deux satellites d'altimétrie satellitaire opérationnels. La fin de vie opérationnelle du satellite européen ENVISAT rend nécessaire le lancement d'un satellite permettant d'attendre que Jason 3 et Sentinel 3A soient disponibles. Pour répondre à ce besoin le projet SARAL est mis sur pied par le CNES en décembre 2005. En février 2007, un accord est signé entre le CNES et l'agence spatiale indienne ISRO aux termes duquel celle-ci fournit la plate-forme et le lanceur tandis que l'agence spatiale française, fournit la charge utile.

## Objectifs de la mission
SARAL remplit à la fois des objectifs de recherche et des objectifs opérationnels. Il met en œuvre un altimètre innovant présentant la particularité de fonctionner en bande Ka tout en utilisant en parallèle un altimètre conventionnel. Le nouvel instrument fournit des mesures plus précises que ses prédécesseurs qui permet une meilleure estimation des hauteurs dans les endroits comportant des glaces, dans les zones côtières et les étendues d'eaux continentales. Il permet également de mieux évaluer la hauteur des vagues. Ses capacités sont utilisées pour des études de la méso-échelle en plein mer, sur les zones côtières, pour la prévision saisonnière et les études climatiques. Par ailleurs, le satellite comme ses prédécesseurs fournit en quasi temps réel des données altimétriques pour répondre aux besoins opérationnels des agences météorologiques.

## Caractéristiques du satellite
SARAL est un satellite d'une masse d'environ 409 kg qui utilise une plate-forme de type IMS-2 développée par l'agence spatiale indienne ISRO pour des satellites dont la masse est inférieure à 500 kg. Le satellite de forme rectangulaire mesure 0,98 × 0,98 × 2,60 m. Deux panneaux solaires de 1,20 × 1,46 m fournissent 570 watts dont environ 250 watts sont utilisés par la charge utile.
La charge utile de SARAL fournie par le CNES comprend :
- L'altimètre-radiomètre AltiKa fonctionnant en bande Ka. Développé par Thales Alenia Space our le CNES. Il s'agit de l'instrument principal. L'altimètre exploite la bande Ka pour la première fois dans une mission d'altimétrie. Il intègre un radiomètre bi-fréquence qui partage la même antenne et qui est chargé de mesurer le contenu en vapeur d'eau et en eau liquide de l'atmosphère pour corriger les données de l'altimètre[2].
- Une antenne DORIS permettent de déterminer avec précision et de manière continue les caractéristiques de l'orbite du satellite afin de pouvoir exploiter les données recueillies par AltiKa[3].
- Un réflecteur laser LRA (Laser Retro-reflector Array), utilisé pour réfléchir des tirs lasers effectués depuis le sol. Il permet comme DORIS de préciser ponctuellement la position du satellite par mesure du trajet aller-retour des impulsions lasers.
- Un système ARGOS-3 qui collectent les données émises par les plates-formes Argos (~20 000 en 2011) installées sur des bouées fixes ou dérivantes, des animaux, des bateaux, calcule la position par mesure de l'effet Doppler et renvoie l'information vers une cinquantaine de stations terriennes. Plusieurs satellites sont équipés comme SARAL de ce système (satellites météorologiques américains et européens placés en orbite polaire)[4],[5].

## Déroulement de la mission
Le satellite est lancé le 25 février 2013 par un lanceur indien PLSV depuis la base de lancement Satish-Dhawan situé dans le sud de l'Inde. Il est placé sur une orbite héliosynchrone de faible excentricité à une altitude de 800 km et une inclinaison de 98,55°. La trace au sol repasse au-dessus du même point tous les 35 jours. L'instrument AltiKa doit être utilisé au moins 3 ans mais son usage doit être prolongé à 5 ans (pour ARGOS-3 respectivement 5 et 7 ans).